# Fukos
Fukos är en deoximonosackarid som förekommer i bland annat hemicellulosan xyloglukan, som finns på N-länkade glukaner på däggdjurs, insekters och växters cellyta. Fukos är den grundläggande underenheten till tångpolysackaridenfucoidan. Den α(1→3) länkade kärnan i fukos är ett misstänkt kolhydratantigen för IgE-medierad allergi. Hög fukoshalt i ett växtmaterial kan användas som ett tecken på att det finns mycket primärvägg.

## Egenskaper
Två strukturella egenskaper skiljer fukos från andra sexkolsockerarter som finns hos däggdjur, bristen på en hydroxylgrupp på kolet vid 6-positionen (C-6) (vilket gör det till ett deoxisocker) och L-konfigurationen. Det motsvarar 6-deoxi-l-galaktos. 

## Funktioner
I de fukosinnehållande glukanstrukturerna kan fukosylerade glukaner, fukos existera som en terminal modifiering eller fungera som en fästpunkt för tillsats av andra sockerarter. I humana N-länkade glukaner är fukos oftast kopplad α-1,6 till den reducerande terminala β-N-acetylglukosamin. Fukos vid de ickereducerande terminerna kopplade α-1,2 till galaktos bildar emellertid H-antigenet, understrukturen hos A- och B-blodgruppsantigenerna.
Fukos frigörs från fukosinnehållande polymerer av ett enzym som kallas α-fucosidas som finns i lysosomer.
l-Fucose har flera potentiella tillämpningar inom kosmetika, läkemedel och kosttillskott.
Fukosylering av antikroppar har etablerats för att minska bindningen till Fc-receptorn hos naturliga mördarceller och därigenom minska antigenberoende cellulär cytotoxicitet. Därför har afukosylerade monoklonala antikroppar, utformade för att rekrytera immunsystemet till cancerceller, tillverkats i cellinjer som saknar enzymet för kärnfukosylering (FUT8), vilket förbättrar celldödandet in vivo.